# Uranophora unifascia
Uranophora unifascia là một loài bướm đêm thuộc phân họ Arctiinae, họ Erebidae.